# اردوگاه زرقا
اردوگاه زرقا (به عربی: مخیم الزرقاء) یک منطقهٔ مسکونی در اردن است که در استان زرقاء واقع شده است. اردوگاه زرقا ۰٫۱۸ کیلومتر مربع مساحت و ۲۰٬۰۰۰ نفر جمعیت دارد.